# Максимов, Александр Васильевич
Александр Васильевич Максимов (01 ноября 1929 год, село Ананино, Кузоватовский район, Сызранский округ, Средне-Волжская область — 19 января 2006 год) — директор совхоза «Кульминский» Кваркенского района Оренбургской области, первый секретарь Кваркенского райкома партии. Герой Социалистического Труда (1968).

## Биография
Родился в 1929 году в семье государственного служащего в селе Ананино Сызранского округа Средне-Волжской области (ныне — Ульяновская область).
Окончил неполную среднюю школу, после которой обучался в Чкаловском сельскохозяйственном техникуме. Будучи школьником и студентом во время летних каникул трудился трактористом, помощником бригадира тракторной бригады, механиком, агрономом МСТ. Позднее окончил сельскохозяйственный институт. С 1954 года — главный агроном Аландской МТС Кваркенского района. В 1960 году назначен директором совхоза «Кульминский» Кваркенского района.
Вывел колхоз в число передовых сельскохозяйственных предприятий Оренбургской области. В 1968 году совхоз сдал государству более чем по 29 центнеров зерновых с каждого гектара. В 1968 году совхоз досрочно выполнил плановые задания Восьмой пятилетки (1966—1970). Указом Президиума Верховного Совета СССР от 29 ноября 1968 года «за успехи, достигнутые в увеличении производства и заготовок зерна» удостоен звания Героя Социалистического Труда с вручением Ордена Ленина и золотой медали Серп и Молот.
По итогам работы за 1968 год совхоз «Кульминский» был награждён Орденом Трудового Красного Знамени.
С 1969 года — первый секретарь Кваркенского райкома КПСС. Потом трудился до выхода на пенсию в администрации Оренбургского производственного объединения «Птицепром».
Скончался в 2006 году.
Награды
- Герой Социалистического Труда
- Орден Ленина
- Орден «Знак Почёта» (19.04.1967)
- Медаль «За трудовую доблесть» (11.01.1957)